# ArchiFM
Az ArchiFM termékcsalád egy magyar fejlesztésű, üzemeltetést és karbantartást támogató szoftver (CAFM/CMMS), ami Oracle és SQL adatbázison fut. Grafikus megjelenítésre, valamint grafikus adatok forrásaként a Graphisoft R&D ZRt. ArchiCAD nevű építészeti tervezőrendszerével integráltan fut. Fejlesztője a vintoCON Kft. (korábban a Graphisoft R&D ZRt., majd a Graphisoft létesítménygazdálkodási üzletágából kivált szakértők által létrehozott Kft.)

## Története
A Graphisoft kitalálta a Virtuális Épületmodell koncepcióját, majd 1998-ban elkezdte az ebbe illeszkedő ArchiFM termékcsoport fejlesztését, ami épületek menedzselésére és műszaki üzemeltetésére szolgált. Az iparági elvárások szerint a fejlesztés is két fő szakterületre koncentrálódott:
- épületek és berendezések információs adatainak (adatbázisának) karbantartása és feldolgozása
- munkafolyamatok támogatása (pl.: tervezett karbantartási munkák, illetve eseti meghibásodásokhoz kapcsolódó karbantartási tevékenységek kezelése).

Az ArchiFM termékcsalád fejlesztése, illetve számos létesítménygazdálkodási projekt megvalósítása/megvalósulása során világossá vált, hogy az FM iparág két fontos további követelményt támaszt: 
- pontos vevői igények kielégítésére: rugalmas testreszabhatóság/programozhatóság
- egyedi fejlesztések a létesítménygazdálkodási tevékenységekhez kötődően.

Mára az ArchiFM a legelterjedtebb létesítménygazdálkodási szoftver (CAFM) Magyarországon.

## Verziótörténet
- 2000 – ArchiFM 2000
- 2001 – ArchiFM 7.0 és ArchiFM WebServer 7.0
- 2002 – ArchiFM Karbantartás 7.0
- 2004 – ArchiFM termékcsalád 8.1 verziója
- 2005 – ArchiFM termékcsalád 9.0 verziója
- 2007 – ArchiFM termékcsalád 10 verziója
- 2009 – ArchiFM termékcsalád 12 verziója
- 2010 – ArchiFM termékcsalád 13 verziója
- 2011 – ArchiFM termékcsalád 14 verziója
- 2012 – ArchiFM termékcsalád 15 verziója

* 2012 – archifm.net az ArchiFM termékcsalád új WEB alapú verziója

## ArchiFM modulok
- ArchiFM Asset Planning - adatbázis
- ArchiFM Maintenance - karbantartás
- ArchiFM Helpdesk - helpdesk
- ArchiFM-ProFM Reporting Services - jelentéskészítő